# 村山りおん
村山 りおん（むらやま りおん）は、日本の著作家、フランス文学・演劇学者。本名・村山則子（むらやま のりこ）。

## 来歴
佐賀県生まれ。東京外国語大学フランス語科卒業。放送大学大学院修士課程修了、東京藝術大学大学院音楽研究科修士課程および2014年博士課程修了。「「驚くべきものle merveilleux」の概念から見たフランス・オペラの成立 :リュリ/キノーのオペラを巡るペローとラシーヌの「アルセスト論争」を中心に」で学術博士。表象文化論の研究を行い、絵画においても個展を重ねる。個人誌『翠』を刊行。作家としては村山りおんの筆名で、『石の花冠』により第5回小島信夫文学賞受賞。

## 著書
単著
- 『プラスティックの小箱』（小沢書店 1999年12月）
- 『絹のうつわ』（小沢書店 2000年8月）
- 『園生より黄金の惑星へ』（書肆山田 2000年9月）
- 『惑星の紀行』（書肆山田 2003年6月）
- 『薔薇畑で』（作品社 2006年1月）
- 『石の花冠』（作品社 2007年10月）
- 『オフィーリアの月』（作品社 2010年1月）
- 『メーテルランクとドビュッシー―『ペレアスとメリザンド』テクスト分析から見たメリザンドの多義性』（村山則子 作品社、2011年3月）
- 『一本の葡萄の木』（作品社、2012年2月）
- 『ペローとラシーヌの「アルセスト論争」－キノー／リュリのオペラを巡る「驚くべきもの le merveilleux の概念」』（村山則子 作品社、2014年9月）
- 『氷上に滑空』（作品社、2016年1月）
- 『ラモー 芸術家にして哲学者―ルソー・ダランベールとの「ブフォン論争」まで』村山則子　作品社 2018
- 『雲井の余所』（作品社、2020年12月）
- 『ベルリオーズ　ドラマと音楽　リスト、ワーグナーとの交流と共に』村山則子　作品社2024年7月